# Supstanca P
U neuronauci supstanca P (SP) je neuropeptid: undekapeptid koji funkcioniše kao neurotransmiter i neuromodulator. Ovaj molekul pripada familiji tahikininskih neuropeptida. Supstanca P i njen blisko srodni neuropeptid neurokinin A (NKA) nastaju iz poliproteinskog prekurzora nakon diferencijalnog splajsovanja gena preprotahikinina A. Aminokiselinska sekvenca supstance P je:
Supstanca P se oslobađa iz završetaka specifičnih senzornih nerava. Nađena je u mozgu i kičmenoj moždini, i učestvuje u inflamatornim procesima i senzaciji bola.

## Otkriće
Supstancu P su originalno otkrili 1931 Ulf von Euler i Džon H. Gadum kao ekstrakt tkiva koji izaziva intestinalne kontrakcije in vitro. Njena distribucija u tkivu i biološka dejstva su detaljno ispitivana tokom decenija koje su sledele. NKA (prethodno poznata kao supstanca K ili neuromedin L) je izolovana iz svinjske kičmene moždine 1983, i ustanovljeno je da takođe stimuliše intestinalne kontrakcije.

## Receptor
Endogeni receptor supstance P je neurokininski 1 receptor (NK1-receptor, NK1R). On pripada familiji tahikininskih receptora G protein-spregnutih receptora.

## Literatura
1. ↑   уреди
2. ↑  Evan E. Bolton; Yanli Wang; Paul A. Thiessen; Stephen H. Bryant (2008). „Chapter 12 PubChem: Integrated Platform of Small Molecules and Biological Activities”. Annual Reports in Computational Chemistry. 4: 217—241. doi:10.1016/S1574-1400(08)00012-1.
3. 1 2  Harrison S, Geppetti P (2001). „Substance p”. The International Journal of Biochemistry & Cell Biology. 33 (6): 555—76. PMID 11378438. doi:10.1016/S1357-2725(01)00031-0.
4. ↑  Datar P, Srivastava S, Coutinho E, Govil G (2004). „Substance P: structure, function, and therapeutics”. Current topics in medicinal chemistry. 4 (1): 75—103. PMID 14754378. doi:10.2174/1568026043451636. Архивирано из оригинала 17. 08. 2009. г. Приступљено 19. 09. 2018.
5. ↑  Chang MM, Leeman SE, Niall HD (1971). „Amino-acid sequence of substance P”. Nature: New Biology. 232 (29): 86—7.
6. ↑  Leeman SE, Mroz EA (1974). „Substance P”. Life Sciences. 15 (12): 2033—44. PMID 4613983.
7. ↑  V Euler US, Gaddum JH (1931). „An unidentified depressor substance in certain tissue extracts”. The Journal of Physiology. 72 (1): 74—87. PMC 1403098 . PMID 16994201.
8. ↑  Panula P, Hadjiconstantinou M, Yang HY, Costa E (1983). „Immunohistochemical localization of bombesin/gastrin-releasing peptide and substance P in primary sensory neurons”. The Journal of Neuroscience : the official journal of the Society for Neuroscience. 3 (10): 2021—9. PMID 6194276.
9. ↑  Gerard NP, Garraway LA, Eddy RL Jr, Shows TB, Iijima H, Paquet JL, Gerard C (1991). „Human substance P receptor (NK-1): organization of the gene, chromosome localization, and functional expression of cDNA clones”. Biochemistry. 30 (44): 10640—6. PMID 1657150. doi:10.1021/bi00108a006.
10. ↑  Maggi CA (1995). „The mammalian tachykinin receptors”. Gen. Pharmacol. 26 (5): 911—44. PMID 7557266. doi:10.1016/0306-3623(94)00292-U.

## Spoljašnje veze
- Russell J (14. 09. 2001). „Neurochemical Substance P is Key to Understanding Pain Process”. Fibromyalgia Library. ProHealth.com. Приступљено 01. 11. 2008.